# Media Cuesta
Media Cuesta är en ort i Mexiko.   Den ligger i kommunen San Bartolo Tutotepec och delstaten Hidalgo, i den sydöstra delen av landet, 140 km nordost om huvudstaden Mexico City. Media Cuesta ligger 1 476 meter över havet och antalet invånare är 114.
Terrängen runt Media Cuesta är huvudsakligen bergig, men västerut är den kuperad. Runt Media Cuesta är det ganska tätbefolkat, med 149 invånare per kvadratkilometer. Närmaste större samhälle är Huehuetla, 16,5 km öster om Media Cuesta. Omgivningarna runt Media Cuesta är en mosaik av jordbruksmark och naturlig växtlighet.